# Церква святого Отця Миколая (Коропець)
Церква святого Отця Миколая в Коропці — парафія і храм греко-католицької громади Коропецького деканату Бучацької єпархії Української греко-католицької церкви в смт Коропець Чортківського району Тернопільської области.

## Історія церкви
Перша згадка про Коропець датується 1421 роком. Греко-католицьку церкву Святого Отця Миколая збудували у 1786 році, але в 1964 році її знесли за рішенням місцевої влади. На її місці у 1994–1995 роках збудували каплицю та встановили хрест.
До 1946 року парафія і храм належали до УГКЦ, а з 1946 по 1989 рік — до РПЦ.
У 1938 році громада почала будувати нову церкву Святого Отця Миколая на місці старого цвинтаря, але будівництво призупинили через війну. У 1992 році, за служіння о. Ігоря Джиджори, роботи продовжили за кошти жертводавців з діаспори та місцевих жителів.
На парафії відбулися єпископські візитації:
- 19 грудня 2006 року — єпископа Бучацької єпархії владики Іринея Білика.
- 21 листопада 2007 року — Апостольського Адміністратора Бучацької єпархії о. Димитрія Григорака.
- 23 лютого 2014 року — канонічна візитація владики Димитрія Григорака.

При парафії діють:
- Спільнота «Матері в молитві».
- Братство «Апостольство молитви».
- Біблійний гурток.
- Вівтарна дружина.

У 2011 році відреставрували капличку Матері Божої на вулиці І. Франка, а у 2013-му спорудили величаву фігуру Матері Божої. На вулиці Черешневій також зводять фігуру Матері Божої. На території парафії є ще дві каплиці, дві фігури Матері Божої та 16 пам'ятних хрестів. Громада володіє парафіяльним будинком-резиденцією.

## Парохи
- о. Проскурницький,
- о. Малкович,
- о. Фіголь,
- о. Сивага,
- о. Л. Борса,
- о. Галабарла,
- о. В. Скорохід (до 1939),
- о. Вовчук,
- о. Дем'ян Михайлишин (1949—1979),
- о. Ростислав Глаляк,
- о. Дмитро Лисак,
- о. Микола Сухарський,
- о. Богдан Карпнч,
- о. Степан Савчук,
- о. Ігор Джиджора,
- о. Дмитро Подоба (1999—2001),
- о. Микола Малий (2001—2003),
- о. Роман Гончарик (2003),
- о. Михайло Мохнатий (з 12 жовтня 2003).